# Liste der Biografien/Mera
Liste der Biografien |
Portal Biografien |
Personensuche
# |
A |
B |
C |
D |
E |
F |
G |
H |
I |
J |
K |
L |
M |
N |
O |
P |
Q |
R |
S |
T |
U |
V |
W |
X |
Y |
Z |
?
 
Ma |
Mb |
Mc |
Md |
Me |
Mf |
Mg |
Mh |
Mi |
Mj |
Mk |
Ml |
Mm |
Mn |
Mo |
Mp |
Mq |
Mr |
Ms |
Mt |
Mu |
Mv |
Mw |
Mx |
My |
Mz
 
Mea–Mee |
Mef |
Meg |
Meh |
Mei |
Mej |
Mek |
Mel |
Mem |
Men |
Meo |
Mep |
Mer |
Mes |
Met |
Meu |
Mev |
Mew |
Mex |
Mey |
Mez
 
Mera |
Merb |
Merc |
Merd |
Mere |
Merf |
Merg |
Merh |
Meri |
Merj |
Merk |
Merl |
Merm |
Mern |
Mero |
Merr |
Mers |
Mert |
Meru |
Merv |
Merw |
Merx |
Mery |
Merz
Die Liste der Biografien führt alle Personen auf, die in der deutschsprachigen Wikipedia einen Artikel haben. Dieses ist eine Teilliste mit 45 Einträgen von Personen, deren Namen mit den Buchstaben „Mera“ beginnt.

## Mera
- Mera, Denisse (* 1991), ecuadorianische Badmintonspielerin
- Mera, Juan León (1832–1894), ecuadorianischer Schriftsteller und konservativer Politiker
- Mera, Rosalía (1944–2013), spanische Textilunternehmerin und Selfmade-Milliardärin
- Mera, Teresa de (* 2003), spanische Schauspielerin
- Mera, Yoshikazu (* 1971), japanischer Opernsänger (Countertenor)

### Merab
- Merabet, Cherif (* 1980), algerischer Straßenradrennfahrer
- Merabet, Mahassine (* 1999), marokkanisch-türkische Schauspielerin
- Merabet, Mouhoub Nait (* 1993), französisch-algerischer Fußballspieler
- Merabischwili, Wano (* 1968), georgischer Politiker

### Merad
- Merad, Kad (* 1964), französischer FilmschauspielerKad Merad (* 1964)

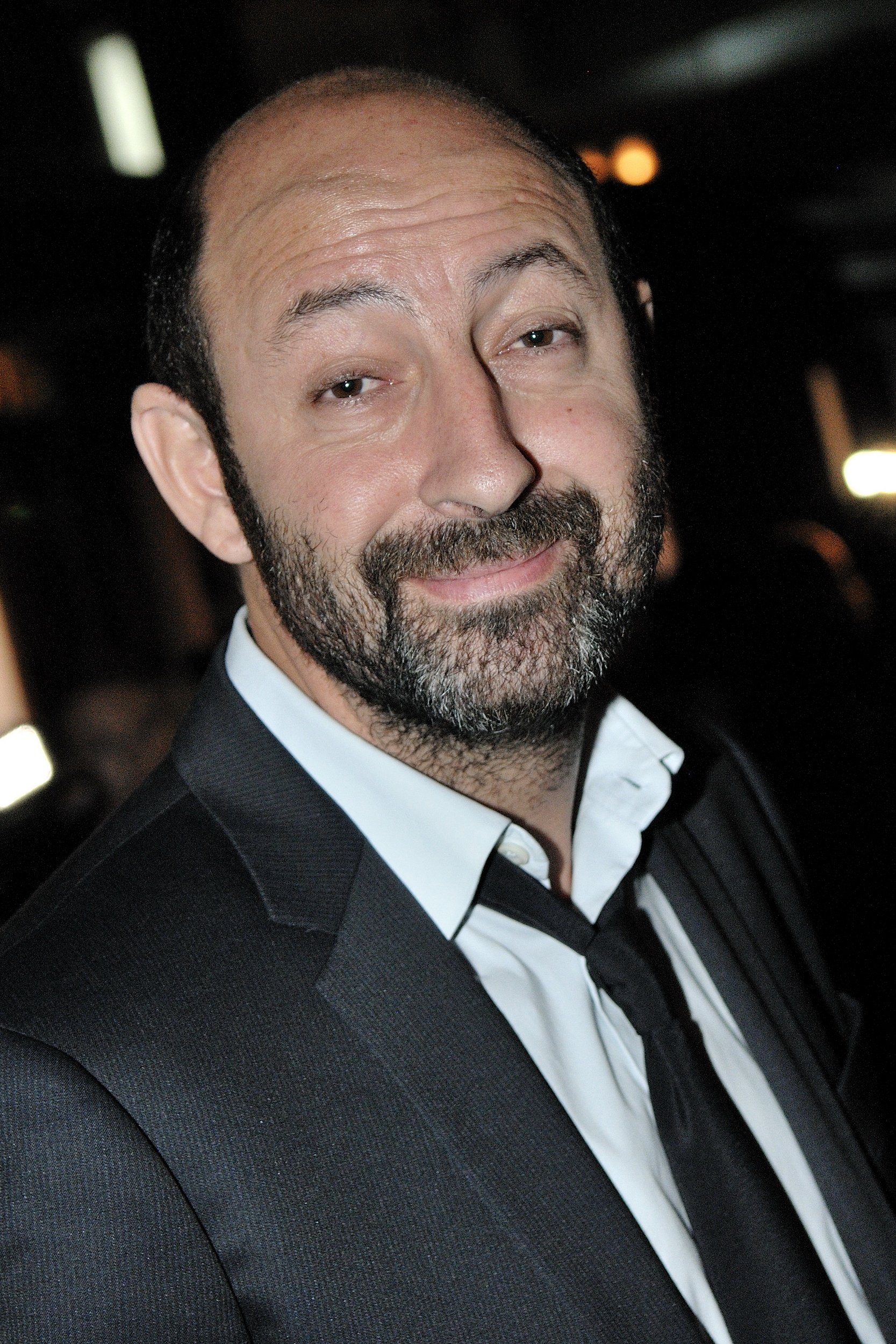
Kad Merad (* 1964)

- Merad, Miriam (* 1969), algerisch-französisch-amerikanische Immunologin

### Meraf
- Merafhe, Mompati (1936–2015), botswanischer Politiker und General

### Merah
- Merah, Mohamed (1988–2012), französischer Attentäter
- Mérah-Benida, Nouria (* 1970), algerische Mittelstreckenläuferin und Olympiasiegerin

### Merai
- Merai, Amina (* 1995), deutsche Schauspielerin

### Meraj
- Meraj, Din (* 1925), pakistanischer Radrennfahrer

### Merak
- Merak, César, osttimoresischer Beamter und Politiker
- Merakchi, Hamid (1976–2024), algerischer Fußballspieler

### Meral
- Meral, Buse (* 1999), türkische Schauspielerin
- Meral, Gökhan (* 1991), türkischer Fußballspieler
- Meral, İlker (* 1971), türkischer Fußballschiedsrichter

### Meram
- Meram, Justin (* 1988), irakischer Fußballspieler
- Meram, Thomas (* 1943), irakischer Geistlicher, emeritierter chaldäisch-katholischer Erzbischof von Urmia und Bischof von Salamas

### Meran
- Meran, Franz von (1839–1891), österreichischer Adliger, Sohn von Erzherzog JohannFranz von Meran (1839–1891)

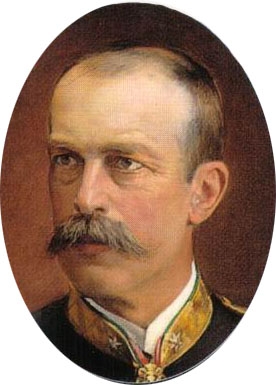
Franz von Meran (1839–1891)

- Meran, Johann von (1867–1947), Jurist und Politiker
- Meran, Johannes Gobertus (* 1961), römisch-katholischer Theologe und Internist
- Meran, Marcel, französischer Segler
- Meran, Philipp (1926–2021), österreichischer Museumsdirektor und Schriftsteller
- Merán, Rafael (* 1987), dominikanischer Bahn- und Straßenradrennfahrer
- Meran, Rudolf von (1872–1959), österreichischer Verwaltungsjurist und Politiker
- Meranchre Mentuhotep, altägyptischer König der Zweiten Zwischenzeit
- Merande, Doro (1892–1975), US-amerikanische Schauspielerin
- Meraner, Gerold (1940–2023), italienischer Politiker (Südtirol)
- Meranguljan, Aram (1902–1967), armenischer Komponist und Dirigent
- Méranville, Michel (* 1936), französischer Geistlicher, emeritierter Erzbischof von Fort-de-France und Saint-Pierre, Martinique

### Meras
- Meras, Icchokas (1934–2014), litauischer Schriftsteller
- Meraş, Umut (* 1995), türkischer Fußballspieler

### Merat
- Mérat, Albert (1840–1909), französischer Schriftsteller und Übersetzer
- Merath, Stefan (* 1964), deutscher Buchautor

### Merav
- Meraviglia-Crivelli, Rudolf Johann von (1833–1890), böhmischer Adliger sowie österreichischer Heraldiker

### Meraw
- Merawi, Gebru (* 1932), äthiopischer Langstreckenläufer

### Meray
- Méray Horváth, Opika von (1889–1977), ungarische Eiskunstläuferin und dreimalige Weltmeisterin
- Méray, Charles (1835–1911), französischer Mathematiker
- Meray, Sema (* 1960), deutsch-türkische Theater- und Fernsehschauspielerin

### Meraz
- Meraz, Alex (* 1985), US-amerikanischer FilmschauspielerAlex Meraz (* 1985)

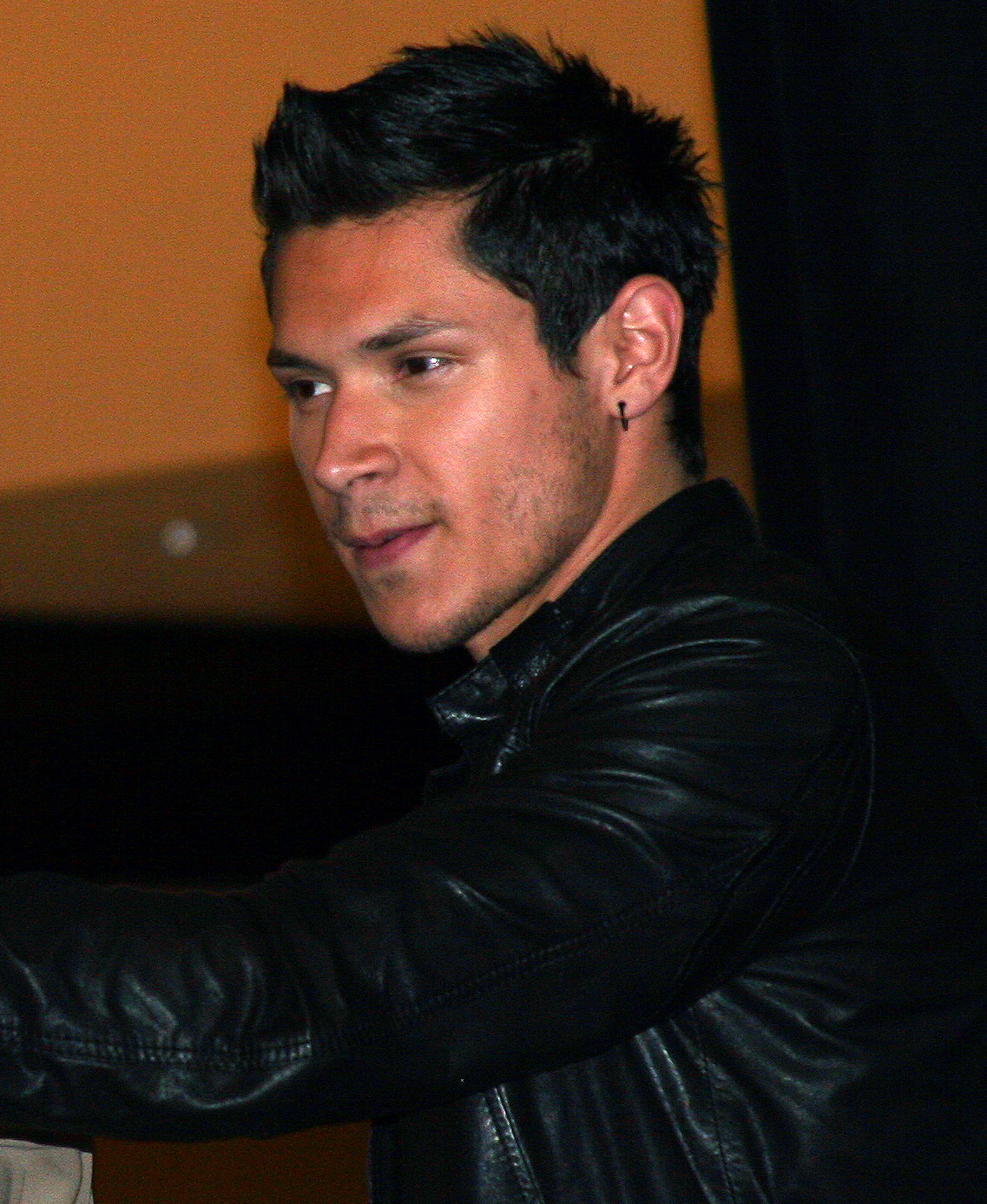
Alex Meraz (* 1985)